# Coupe de Corée du Sud de football 2023
Navigation
Coupe de Corée du Sud 2022 Coupe de Corée du Sud 2024
La coupe de Corée du Sud de football 2023 est la 28e édition de la Coupe de Corée du Sud, compétition à élimination directe mettant aux prises des clubs de football amateurs et professionnels affiliés à la Fédération de Corée du Sud de football, qui l'organise. Elle est parrainée par Hana Bank, et est connue sous le nom de Hana Bank FA Cup. Elle commence le 4 mars 2023. Le vainqueur de la compétition (L'équipe licenciée par l'AFC seulement) est qualifiée pour l'édition suivante de la Ligue des champions de l'AFC.

## Synthèse

### Équipes par division et par tour
| Divisions / Matchs | 1er tour | 2e tour | 3e tour | 4e tour | 5e tour | 1/2 f. | Finale | Vainqueur |
| ------------------ | -------- | ------- | ------- | ------- | ------- | ------ | ------ | --------- |
| K League 1         | bye      | bye     | 8       | 6+4     | 8       | 4      | 2      | 1         |
| K League 2         | bye      | 13      | 11      | 5       | aucun   | aucun  | aucun  | aucun     |
| K3 League          | 10       | 6+5     | 3       | 1       | aucun   | aucun  | aucun  | aucun     |
| K4 League          | 10       | 8       | 2       | aucun   | aucun   | aucun  | aucun  | aucun     |
| K5 League          | 8        | aucun   | aucun   | aucun   | aucun   | aucun  | aucun  | aucun     |
| Total              | 28       | 32      | 24      | 16      | 8       | 4      | 2      | 1         |

## Résultats

### Premier tour
Les matches du premier tour se sont tenus les 3-4 mars 2023.
| Division | Club                         | Score                   | Club                 | Division |
| -------- | ---------------------------- | ----------------------- | -------------------- | -------- |
| (D3)     | Gangneung Citizen            | 6 - 0                   | Mokpo Gatdangdae     | (D5)     |
| (D5)     | Sejong Ugil FC               | 1 - 5                   | Jinju Citizen        | (D4)     |
| (D3)     | Ulsan Citizen                | 1 - 1ap 4 tirs au but 5 | Hwaseong FC          | (D3)     |
| (D5)     | Séoul TNT FC                 | 1 - 2                   | Yangju Citizen       | (D3)     |
| (D5)     | Daejeon Seobu(Occidental) FC | 0 - 6                   | Jeonju Citizen       | (D4)     |
| (D4)     | FC Chungju                   | 1 - 2                   | FC Mokpo             | (D3)     |
| (D5)     | Incheon Ganseok              | 0 - 7                   | Pyeongtaek Citizen   | (D4)     |
| (D4)     | Geoje Citizen                | 2 - 0                   | Yangpyeong FC        | (D3)     |
| (D3)     | Daejeon KORAIL FC            | 1 - 0                   | Séoul Nowon United   | (D4)     |
| (D3)     | Mairie de Gimhae             | 1 - 2ap                 | Pyeongchang United   | (D4)     |
| (D4)     | Yeoju FC                     | 4 - 3                   | Pocheon Citizen      | (D3)     |
| (D4)     | Séoul Junglang FC            | 9 - 0                   | Cheongju Showking FC | (D5)     |
| (D5)     | Gyeongnam Gimhae Jaemix      | 0 - 6                   | Chuncheon Citizen    | (D3)     |
| (D5)     | Gwangju Seo-gu Hwajeong FC   | 0 - 2                   | Dangjin Citizen      | (D4)     |

### Deuxième tour
Les matches du deuxième tour se sont tenus les 29-30 mars 2023.
| Division | Club                 | Score                   | Club               | Division |
| -------- | -------------------- | ----------------------- | ------------------ | -------- |
| (D3)     | Gangneung Citizen    | 1 - 2                   | Gyeongnam FC       | (D2)     |
| (D4)     | Jinju Citizen        | 1 - 2                   | Siheung Citizen    | (D3)     |
| (D3)     | Hwaseong FC          | 2 - 3                   | Ansan Greeners FC  | (D2)     |
| (D2)     | Cheonan City         | 3 - 2                   | Yangju Citizen     | (D3)     |
| (D2)     | Chungnam Asan        | 2 - 0                   | Jeonju Citizen     | (D4)     |
| (D2)     | Jeonnam Dragons      | 1 - 0                   | FC Mokpo           | (D3)     |
| (D3)     | Mairie de Changwon   | 2 - 1                   | Pyeongtaek Citizen | (D4)     |
| (D3)     | Gyeongju KHNP        | 1 - 1ap 4 tirs au but 5 | Geoje Citizen      | (D4)     |
| (D3)     | Daejeon KORAIL FC    | 1 - 2                   | Gimcheon Sangmu    | (D2)     |
| (D2)     | Seongnam FC          | 1 - 0                   | Pyeongchang United | (D4)     |
| (D4)     | Yeoju FC             | 2 - 4ap                 | Gimpo FC           | (D2)     |
| (D2)     | Chungbuk Cheongju    | 3 - 0                   | Séoul Junglang FC  | (D4)     |
| (D3)     | Chuncheon Citizen    | 1 - 2                   | Paju Citizen       | (D3)     |
| (D3)     | Busan Transportation | 0 - 2                   | Dangjin Citizen    | (D4)     |
| (D2)     | Séoul E-Land FC      | 6 - 0                   | Bucheon FC 1995    | (D2)     |
| (D2)     | FC Anyang            | 1 - 4                   | Busan IPark        | (D2)     |

### Troisième tour
Les matches du troisième tour se sont tenus le 12 avril 2023 sauf le match reporté entre Gangwon et Chungbuk Cheongju au 2 mai 2023.
| Division | Club                 | Score                   | Club                    | Division |
| -------- | -------------------- | ----------------------- | ----------------------- | -------- |
| (D2)     | Gyeongnam FC         | 2 - 0                   | Siheung Citizen         | (D3)     |
| (D2)     | Ansan Greeners FC    | 1 - 3                   | Suwon Samsung Bluewings | (D1)     |
| (D1)     | Daegu FC             | 2 - 1ap                 | Cheonan City FC         | (D2)     |
| (D2)     | Chungnam Asan        | 2 - 3                   | Jeonnam Dragons         | (D2)     |
| (D3)     | Mairie de Changwon   | 1 - 2                   | Jeju United             | (D1)     |
| (D1)     | Daejeon Hana Citizen | 4 - 1                   | Geoje Citizen           | (D4)     |
| (D2)     | Gimcheon Sangmu      | 1 - 1ap 3 tirs au but 4 | Seongnam FC             | (D2)     |
| (D2)     | Gimpo FC             | 1 - 1ap 4 tirs au but 2 | FC Séoul                | (D1)     |
| (D1)     | Gangwon FC           | 1 - 1ap 7 tirs au but 6 | Chungbuk Cheongju       | (D2)     |
| (D3)     | Paju Citizen         | 2 - 1                   | Dangjin Citizen         | (D4)     |
| (D2)     | Séoul E-Land FC      | 2 - 1                   | Suwon FC                | (D1)     |
| (D1)     | Gwangju FC           | 2 - 1                   | Busan IPark             | (D2)     |

### Huitièmes de finale
Les matches des huitièmes de finale se sont tenus le 24 mai 2023.
| Division | Club                    | Score    | Club                 | Division |
| -------- | ----------------------- | -------- | -------------------- | -------- |
| (D1)     | Incheon United          | 3 - 0    | Gyeongnam FC         | (D2)     |
| (D1)     | Suwon Samsung Bluewings | 1 - 0    | Daegu FC             | (D1)     |
| (D2)     | Jeonnam Dragons         | 1 - 2 ap | Ulsan Hyundai        | (D1)     |
| (D1)     | Jeju United             | 4 - 3    | Daejeon Hana Citizen | (D1)     |
| (D2)     | Seongnam FC             | 0 - 3    | Pohang Steelers      | (D1)     |
| (D2)     | Gimpo FC                | 2 - 3    | Gangwon FC           | (D1)     |
| (D1)     | Jeonbuk Hyundai Motors  | 5 - 2 ap | Paju Citizen         | (D3)     |
| (D2)     | Séoul E-Land FC         | 0 - 1    | Gwangju FC           | (D1)     |

### Quarts de finale
Les matches des quarts de finale se sont tenus le 28 juin 2023.
| Division | Club                   | Score                   | Club                    | Division |
| -------- | ---------------------- | ----------------------- | ----------------------- | -------- |
| (D1)     | Incheon United         | 3 - 2                   | Suwon Samsung Bluewings | (D1)     |
| (D1)     | Ulsan Hyundai          | 1 - 1ap 5 tirs au but 6 | Jeju United             | (D1)     |
| (D1)     | Pohang Steelers        | 2 - 1                   | Gangwon FC              | (D1)     |
| (D1)     | Jeonbuk Hyundai Motors | 4 - 0                   | Gwangju FC              | (D1)     |

| 28 juin 2023 | Incheon United                                       | 3 - 2 | Suwon Samsung Bluewings |                                       |                                       |
| 19h00 UTC+9  | Hernandes Rodrigues 32e · Cheon Seong-hoon 45+3e 54e | (2-2) | 23e 43e Myung Jun-jae   | Stade de football d'Incheon , Incheon | Stade de football d'Incheon , Incheon |

| 28 juin 2023 | Ulsan Hyundai                                                                                          | 1 - 1 ap 5 - 6 t. a. b. | Jeju United                                                                                  |                            |                            |
| 19h00 UTC+9  | Ádám 27e                                                                                               | (1-1, 1-1, 1-1)         | 42e Kim Seung-Sub                                                                            | Stade d'Ulsan Munsu, Ulsan | Stade d'Ulsan Munsu, Ulsan |
| 19h00 UTC+9  | * Ádám - Jung Seung-hyun - Lee Chung-yong - Kim Young-gwon - Joo Min-kyu - Qazaishvili - Park Yong-woo | Tirs au but 5 - 6       | * CHUNG Woon - Reis - Seo Jin-su - Yuri Jonathan - Lim Chai-min - Lee Ju-yong - Yeon Je-woon | Stade d'Ulsan Munsu, Ulsan | Stade d'Ulsan Munsu, Ulsan |

| 28 juin 2023 | Pohang Stellers               | 2 - 1 | Gangwon FC    |                           |                           |
| 19h00 UTC+9  | Zeca 82e · Park Chan-yong 88e | (0-1) | 38e Yu In-soo | Pohang Steel Yard, Pohang | Pohang Steel Yard, Pohang |

| 28 juin 2023 | Jeonbuk Hyundai Motors                                         | 4 - 0 | Gwangju FC |                                              |                                              |
| 19h00 UTC+9  | Song Min-kyu 57e · Cho Gue-sung 62e (pen.) 88e · Jun Amano 68e | (0-0) |            | Stade de la Coupe du monde de Jeonju, Jeonju | Stade de la Coupe du monde de Jeonju, Jeonju |

### Demi-finales
Les matches des demi-finales se sont tenus au 1er novembre 2023.
| Division | Club                   | Score                   | Club            | Division |
| -------- | ---------------------- | ----------------------- | --------------- | -------- |
| (D1)     | Jeonbuk Hyundai Motors | 3 - 1                   | Incheon United  | (D1)     |
| (D1)     | Jeju United            | 1 - 1ap 3 tirs au but 4 | Pohang Steelers | (D1)     |

| 1er novembre 2023 | Jeonbuk Hyundai Motors                                             | 3 - 1 | Incheon United      |                                                                          |                                                                          |
| 19h00 UTC+9       | Moon Seon-min 23e · Paik Seung-ho 62e · Park Jae-yong 90+7e (pen.) | (1-1) | 39e Gerso Fernandes | Stade de la Coupe du monde de Jeonju , Jeonju Arbitrage : KIM Jong-hyeok | Stade de la Coupe du monde de Jeonju , Jeonju Arbitrage : KIM Jong-hyeok |

| 1er novembre 2023 | Jeju United                                                             | 1 - 1 ap 3 - 4 t. a. b. | Pohang Steelers                                                    |                                                                              |                                                                              |
| 19h30 UTC+9       | Seo Jin-su 43e                                                          | (1-1, 1-0, 1-1)         | 59e Kim In-sung                                                    | Stade de la Coupe du monde de Jeju , Seogwipo, Jeju Arbitrage : KO Hyung-jin | Stade de la Coupe du monde de Jeju , Seogwipo, Jeju Arbitrage : KO Hyung-jin |
| 19h30 UTC+9       | * CHUNG Woon - LIM Chae-min - Yuri Jonathan - KIM Oh-gyu - YEON Je-woon | Tirs au but 3 - 4       | * Zeca - PARK Chan-yong - SIM Sang-min - HAN Chan-hee - LEE Ho-jae | Stade de la Coupe du monde de Jeju , Seogwipo, Jeju Arbitrage : KO Hyung-jin | Stade de la Coupe du monde de Jeju , Seogwipo, Jeju Arbitrage : KO Hyung-jin |

### Finale
| Division | Club            | Score | Club                   | Division |
| -------- | --------------- | ----- | ---------------------- | -------- |
| (D1)     | Pohang Steelers | 4 - 2 | Jeonbuk Hyundai Motors | (D1)     |

| 4 novembre 2023 | Pohang Steelers                                                                 | 4 - 2   | Jeonbuk Hyundai Motors                  |                                                                         |                                                                         |
| 14h15 UTC+9     | * en:Han Chan-hee 44e - Zeca 74e - en:Kim Jong-woo 78e - en:Hong Yun-sang 90+2e | (1 - 1) | * Song Min-kyu 17e - Gustavo 51e (pen.) | Pohang Steel Yard, Pohang Spectateurs : 12 759 Arbitrage : LEE Dong-jun | Pohang Steel Yard, Pohang Spectateurs : 12 759 Arbitrage : LEE Dong-jun |